# Jaume Traserra Cunillera
Jaume Traserra Cunillera (ur. 11 lipca 1934 w Granollers, zm. 25 stycznia 2019 tamże) – hiszpański duchowny katolicki, biskup diecezji Solsona w latach 2001–2010.

## Życiorys
Wstąpił do seminarium duchownego w Barcelonie. Studiował także w Rzymie na Papieskim Uniwersytecie Gregoriańskim, gdzie uzyskał tytuł licencjacki z filozofii (1955) oraz teologii (1959), a po święceniach także tytuł doktora prawa kanonicznego. Ponadto otrzymał tytuł licencjata w dziedzinie filozofii i literatury na Uniwersytecie Barcelońskim (1967).
Święcenia kapłańskie przyjął 19 marca 1959 i został inkardynowany do archidiecezji barcelońskiej. Był m.in. profesorem miejscowego niższego seminarium (1961–1962),
notariuszem sądu kościelnego (1962–1972), profesorem prawa kanonicznego na wydziale teologii w
Barcelonie (1972–1993), sekretarzem arcybiskupa (1972–1987), sędzią kościelnego trybunału (1973–1993), kanonikiem kapituły katedralnej oraz wikariuszem generalnym archidiecezji (1987–1993).

### Episkopat
9 czerwca 1993 został mianowany przez papieża Jana Pawła II biskupem pomocniczym archidiecezji barcelońskiej ze stolicą tytularną Selemselae. Sakry biskupiej udzielił mu 5 września tegoż roku ówczesny metropolita Barcelony, abp Ricardo María Carles Gordó. W tym samym roku został członkiem Komisji ds. Dziedzictwa Kulturowego Konferencji Episkopatu Hiszpanii. Działał w niej do 2011.
28 lipca 2001 papież mianował go biskupem diecezjalnym Solsony.
3 listopada 2010 przeszedł na emeryturę. 